# Soft tennis
Soft-ball tennis, vanligen kallad Soft tennis, är en ursprungligen japansk variant av lawn-tennis (vanlig tennis) som spelas utom- och inomhus.
Soft tennis uppstod kort sedan amerikanen George Adam Leland 1880 introducerat tennis på det som i dag motsvaras av gymnastikhögskolan i Tokyo. Det blev inom kort klart att den utrustning Leland hade medfört i form av tennisracketar och tennisbollar inte räckte för att täcka behovet. Det visade sig dock vara både tidskrävande och oproportionerligt dyrt att importera utrustning i tillräcklig mängd för behovet, varför man i stället prövade andra typer av bollar som tillverkades i Japan. Valet föll på en typ av luftfylld gummiboll utan den för tennisbollen typiska yttre flanellskiktet. Från 1884 har denna boll använts för soft tennis. Den skiljer sig från vanliga tennisbollar i det att den är lättare (30,5 gram mot cirka 57 gram för tennisbollar). Den täcks av ett tunt gummiskikt och liknar för övrigt en vanlig tennisboll. Storleken är identisk med tennisbollen. Från början användes samma racketar som för vanlig tennis, men numera används speciella soft tennis-racketar. Dessa skiljer sig dock endast obetydligt från tennisracketar (huvudet är något längre och smalare på en soft tennis-racket och med något kortare skaft), och har också följt utvecklingen via ramar av trä, senare laminerat trä, aluminium till grafitbaserat material. För övrigt är soft tennisplanens dimensioner, underlag och utförande identisk med den för vanlig tennis. Nätet är något högre i soft tennis (1,07 meter mot 0,915 för tennis). Reglerna är i princip de samma som för tennis, men med några mindre modifieringar avseende serveordningen vid dubbelspel. Matcher spelas i bäst av 7 eller 9 game, varvid varje game, precis som i tennis, vinns av spelare som först vunnit fyra bollar. Matcher kan också spelas i bäst av tre eller fem set, där varje set vinns av spelare som först vunnit 15 bollar.  
Soft tennis spreds snabbt och huvudsakligen på de olika universiteten och andra skolor i Japan, som också snart bildade soft tennis-klubbar. År 1898 spelades den första turneringen mellan japanska universitet. Många spelare av soft tennis kom att ägna sig också åt vanlig tennis. De båda sporterna spreds därför parallellt.

## Spelteknik
Serve och låg volley utförs på samma sätt som i vanlig tennis (se artikel om tennis). Grundslagstekniken är i huvudsak också densamma, men något modifierad för att passa den lättare bollen och den något annorlunda studsen. Bollen är mjukare och det behövs ett kraftigare tillslag med racketen än i vanlig tennis för att få effektiva drives. Forehandslaget utförs bäst med "Western grepp", där fattningen är sådan att rackethuvudet i grundpositionen är parallell med marken. Detta tillåter slag som ger bollen ordentlig topspin och en relativt hög bollbana, vanlig också i moderna tennis. Backhandslagen blir effektivast om de slås "bakvänt" med samma grepp och sida som forehandslaget, en teknik som tidigast användes också i vanlig tennis. Hög volley utförs oftast med racketen rakt framför och i höjd med ansiktet. Det anses att soft tennis-spelare med fördel kan spela båda tennisvarianterna och uppnå stor skicklighet i båda sporterna. Exempel på sådana spelare är Zenzo Shimizu, en japansk tennisspelare som under 1920-talet tillhörde världseliten i tennis.

## Soft tennis internationella spridning
Spelet etablerades och fick landstäckande spridning i Japan under 1890-talet. Intresset för spelet har hela tiden varit stort i Japan, och i dag spelar cirka fem miljoner japaner soft tennis. Under de första 50 åren av 1900-talet spreds spelet till Korea, Taiwan, USA, Brasilien, Filippinerna, Dominikanska republiken och Kongo-Kinshasa. International Soft Tennis Federation (ISTF) bildades år 1973 med uppgiften att främja och stärka banden mellan medlemsländerna så att soft tennis utvecklas, förbättras och populariseras i världen. År 1975 spelades det första världsmästerskapet i soft tennis. Senare har spelet etablerats i Kina, varefter en "Asian Soft Tennis Federation" bildats som administrerar "Asian Soft Tennis Championschips. Först under 1980-talet har soft tennis etablerats i vissa europeiska länder som Ungern, England, Tyskland, Tjeckien, Italien, Ryssland och Schweiz. Alla dessa länder sänder också representanter till de vart fjärde år hållna världsmästerskapen. Internationella tävlingar avhålls på regelbunden basis som Kinesiska-, Sydostasiatiska- och Asiatiska mästerskapen. Turneringsverksamhet är under uppbyggnad i Europa, framförallt i Ungern och Tjeckien. 
Cirka 45 länder är i dag (2005) anslutna till ISTF.

## Spelare
Ett rankningssystem finns. Bland herrspelarna rankas 2005 koreanen Bang Jun-Hwan som överlägsen etta, med en japan och en taiwanes därefter. Ingen europé är rankad bland de tio bästa. Bland damerna rankas japanskan Kono Kanako som nummer ett, medan ungerskan Zsuzsa Fodor ligger på femte plats.